# Václav František Červený

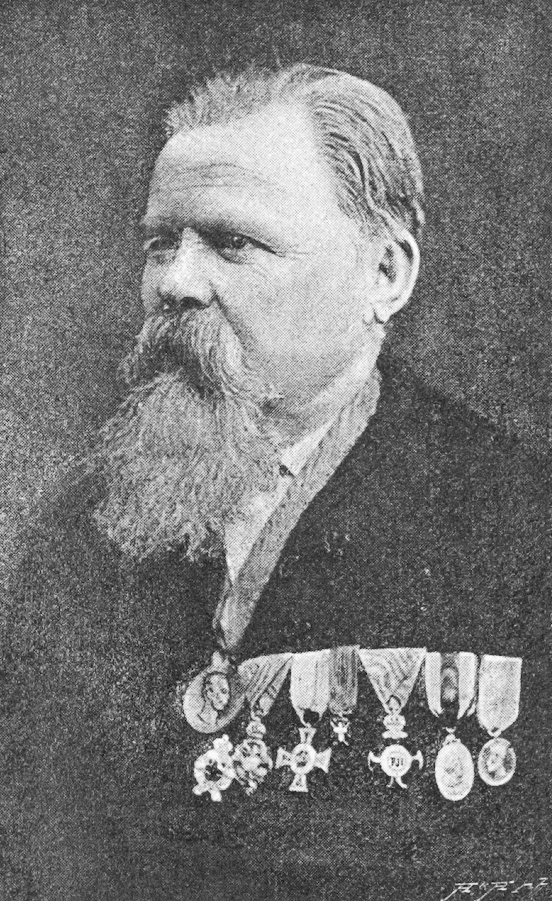
Václav František Červený (1892)

Václav František Červený (deutsch: Wenzel Franz Cerveny) (* 27. Juli 1819 in Prag-Dubeč; † 19. Januar 1896 in Hradec Králové) war ein tschechischer Instrumentenbauer und Musiker. Er gründete das Unternehmen V. F. Červený & Synové, das noch heute als Marke für Blechblasinstrumente bekannt ist.

## Biografie
Er ging von 1833 bis 1836 beim Prager Werkzeugmacher Johann Adam Bauer in die Lehre. Nach der Lehre arbeitete er im Jahre 1838 als Geselle bei Anton Klepsch in Wien. Im Jahre 1839 arbeitete er mit Franz Schöllnasta in Bratislava, 1841 bei der Firma Bereghtzasi in Pest und im selben Jahr bei Joseph Hallas in Brünn.
1842 gründete er seine eigene Blasinstrumentenfabrik in Hradec Králové, einer Industriestadt 100 Kilometer östlich von Prag. Sein erstes bekanntes Instrument war das Cornon in 1844, welches von militärischen Blaskapellen verwendet wurde.
Nach einem Treffen mit Richard Wagner in Dresden nannte Červený seine Tuba Wagner. Ab dem Jahre 1845 baute Červený B- und C-Tuben mit großer Bohrung. Červený machte viele andere Erfindungen: Phonikon (1849), Baroxyton (1853), Tritonicon (1858), Alto (1859), verschiedene Trompeten und eine Tuba (1867).
1853 stellte er seine Instrumente in New York vor, wo sein jüngerer Bruder Frantisek eine Niederlassung eröffnete. Eine weitere Niederlassung wurde in Kiew eröffnet. 1866 traten seine Söhne Jaroslav und Stanislaus dem Unternehmen als Partner bei, das dann dementsprechend V. F. Červený & Synové hieß. Der Erfolg des Unternehmens erregte Aufmerksamkeit bis zum Wiener Hof. 1880 stattete Kaiser Franz Josef I. der Fabrik einen Besuch ab. Zu dem Zeitpunkt beschäftigte Cervený über 100 Mitarbeiter und stellte um die 3.000 Blechblasinstrumente im Jahr her.
Bekannt wurde das Kaiserbariton im Jahre 1882, das von der Tonqualität ausgezeichnet war. Das Baritonhorn wurde zu Ehren des österreichischen Kaisers benannt. Das Modell wurde auch im Ausland beliebt, in England fand es Eingang unter dem Namen Emperor bass. 1884 patentierte Cervený schließlich den Kaiserbass, eine besonders weit gebaute Tuba, um maximales Tonvolumen zu erreichen.
Einen Großauftrag erhielt er im Jahre 1885 mit einem Verkauf von 6000 Instrumenten an die russische Armee. Einer der Mitarbeiter von Červený war Josef Schediwa (1853–1915), der sich später selbständig machte und ab 1880 in Odessa eine erfolgreiche Blasinstrumentenfabrik aufbaute.
Červený Instrumente wurden auf vielen Weltausstellungen ausgezeichnet, wie zum Beispiel 1854 in München, Paris 1855, 1867, 1878, und 1889, Wien 1873, Philadelphia 1876, Barcelona 1888 und mit einem ersten Preis 1893 in Chicago.
Für seine Verdienste erhielt er mehrere Orden. Im Januar 1896 verstarb Václav František Červený im Alter von 76 Jahren in Hradec Králové. Sein Leichenzug wurde von drei Musikkapellen begleitet, dessen schweigende Instrumente in Krepp eingehüllt waren. Seine Enkelin war die Opernsängerin Soňa Červená.